# Hybrid Memory Cube
Hybrid Memory Cube (HMC) is een type van RAM geheugen. Het geheugen is ontwikkeld door Micron Technology en Samsung. Dit geheugen werd ondersteund door het Hybrid Memory Cube Consortium (HMCC) bestaande uit Samsung, Micron Technology, ARM, HP, IBM, Altera en Xilinx.
In tegenstelling tot DDR3 type geheugen gebruikt HMC 3d stapelen met Through Silicon Via (TSV) verbindingen.
Ook wordt het DRAM en de logische schakelingen op een aparte die gezet. Dit geeft als voordeel dat men de beste productietechnologieën kan gebruiken.
Hierdoor zal HMC een snelheid van 160 GB/s tot maximaal 320 GB/s halen met een energiebesparing van 70% tegenover DDR3 ram.

## De Architectuur

### De opbouw
De opbouw is als volgt, er is een logische chip waarop meerdere geheugen DRAM chips worden geplaatst. Deze chips zijn dan verbonden met TSV verbindingen. Dit geeft als voordeel dat de lijnen zeer kort zijn waardoor er zeer hoge snelheden gehaald kunnen worden. Omdat de logic chip en geheugenchips op verschillende blokken zijn gemaakt kan er een geoptimaliseerde fabricagetechnologie gebruikt worden. Dit geeft een snelheidswinst en vermindert het energieverbruik.
Voor versie 1 zal de chip vier of acht DRAM chips bevatten. Als de TSV technologie zich verder ontwikkeld zal deze stapel hoger worden.

### Logische opdeling

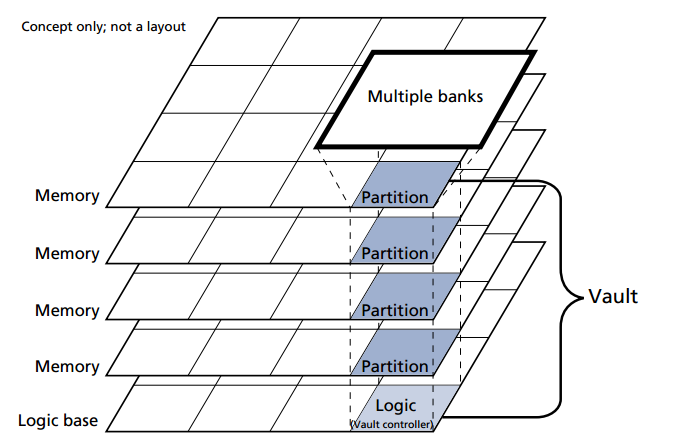

Iedere DRAM laag worden opgesplitst in zestien partities deze partities zijn intern nog eens opgesplitst in banken. De partities worden dan samengevoegd in vaults.
Iedere vault heeft zijn eigen geheugencontroller op de logische chip. Deze controller regelt de timing van het DRAM. Daardoor hoeft de host processor geen timing meer te regelen. Er zijn zestien geheugencontrollers op een HMC chip aanwezig. Dit geeft als voordeel dat het werk in parallel kan worden uitgevoerd waardoor de random toegang verbeterd wordt.

### Connecties en Bandbreedte
De HMC connecties zijn van verschillende soorten voorzien. Men heeft oftewel 8 in- en 8 output per kanaal of men heeft er 16 in- en outputlijnen per kanaal.
Dan kan men nog beslissen of men vier kanalen of acht kanalen gebruikt. De lijnen zijn serieel en werken met een SerDes.
|                        | vier kanalen                 | acht kanalen |
| ---------------------- | ---------------------------- | ------------ |
| snelheden / link(Gb/s) | 10, 12,5, 15                 | 10           |
| maximale snelheid      | 160 GB/s, 200 GB/s, 240 GB/s | 320 GB/s     |

Deze snelheden zijn bekomen met de 16 lijn versie, de bandbreedte wordt opgesplitst in de helft lezen en de helft schrijven.

#### Communicatie
In tegenstelling tot DDR3 zal HMC het aanvragen van data niet in dezelfde volgorde uitvoeren. De controller zal de commando's zo efficiënt mogelijk proberen uit te voeren om een hogere efficiëntie van de bandbreedte te halen en de gemiddelde vertragingstijd te verlagen.

### Package
HMC gebruikt echter geen DIMM zoals DDR maar gebruikt een socket dat rechtstreeks op het bord zit. Daardoor gebruikt HMC minder plaats op het moederbord. De HMC chip kan ook rechtstreeks op het moederbord worden gesoldeerd.

## Toekomst
De specificatie kan ook met andere soorten geheugens werken. Er is dus kans dat de HMC ook in versies uitkomt met NAND of een ander type geheugen dat dan bruikbaar zou  zijn zonder dat de host moet worden aangepast. Het consortium is bezig met een standaardisatie van de tweede versie.

## Release date
Men verwacht dat de eerste commerciële chips in 2014 verkocht zullen worden. Deze zullen vooral dienen voor servers.

## Vergelijking

### voordeel
- een maximale snelheid van 160 GB/s lezen en 160 GB/s schrijven.
- een eenvoudigere geheugencontroller op de host.
- minder energieverbruik in watt/bit en GB/watt.
- kleiner dan standaard DDR DIMMs

### nadeel
- TSV technologie is zeer duur waardoor HMC ook duurder zal zijn.
- De vertragingstijd kan hoger zijn dan DDR3 door de SerDes verbindingen.
- Maximaal 8 GB grootte